# Golfo di California
Il golfo di California, conosciuto anche come mare di Cortez o mare di Cortés (noto localmente come mar de Cortés o, talvolta,  mar Bermejo o golfo de California) è un tratto di mare che separa la penisola della California dal Messico continentale. È circoscritto dagli Stati messicani di Bassa California, Bassa California del Sud, Sonora e Sinaloa.
Il golfo si formò circa 5,3 milioni di anni fa, dando così sfogo nell'oceano al fiume Colorado. Si estende per 1 203 km e ha un'ampiezza che subisce alcune variazioni da nord a sud passando da un minimo di 92 a un massimo di 222 km. Al suo estremo nord c'è l'estuario del fiume Colorado.
Le città principali che vi si affacciano sono La Paz e San José del Cabo nello Stato della Bassa California del Sud, e Guaymas nello Stato di Sonora, centro turistico di rilievo che con un'area metropolitana di circa 180 000 abitanti rappresenta il centro urbano più grande di tutta l'area del golfo.

## Isole
Tra le numerose isole all'interno del golfo, le maggiori sono la Ángel de la Guarda che appartiene allo Stato della Bassa California, e l'isola di Tiburón nello Stato di Sonora che con 1 208 km² di superficie è la più grande in assoluto. La spiaggia di Enseñada Grande, sulla Isla Partida, è stata considerata la più bella del Messico e una delle più belle del mondo dalla pubblicazione inglese The Travel Magazine.

## Fauna marina

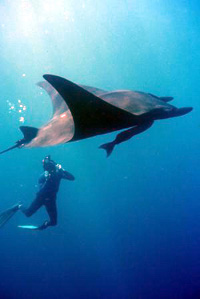
Una manta gigante del Pacifico

Lo stretto tratto di mare è un ecosistema unico e particolarmente ricco. Oltre alle specie endemiche, ospita un gran numero di specie migratorie, come la megattera, la balena grigia, la manta gigante e la tartaruga liuto.
Il particolare ecosistema creatosi e la ricchezza e la varietà delle specie faunistiche che vi si trovano (4 500 specie di invertebrati marini, 181 specie di uccelli, 695 varietà di piante, 28 delle quali endemiche), hanno fatto sì che nel 2005 il golfo di California abbia conseguito il riconoscimento di patrimonio dell'umanità da parte dell'UNESCO, nella categoria dei beni naturali.
L'abbondanza di pesci rende la zona di grande interesse non solo dal punto di vista naturalistico, ma anche dal punto di vista della pesca sportiva e commerciale.
Il provvedimento dell'UNESCO mira a garantire la tutela delle specie a maggior rischio. Già da molti anni, comunque, questo è uno dei siti di ricerca oceanografici e ittici più frequentati del mondo, proprio per le sue riconosciute peculiarità. Questa è una delle ormai poche zone al mondo nelle quali non si sono verificate diminuzioni nel pescato negli ultimi anni. Questo lascia intendere che lo sfruttamento delle risorse è equilibrato, anche se crescono le preoccupazioni dopo l'apertura della politica messicana all'intensificazione delle strutture turistiche, in merito al rispetto del paesaggio e alla capacità che l'intero ecosistema avrà di assorbire un flusso di abitanti in rapida crescita.

## Batimetria
Rilievi sottomarini nel golfo hanno riportato una profondità da pochi metri a oltre 3 000 nel punto più profondo.